# Vilém I. z Náměště
Vilém I. z Náměště († po 1269) byl moravský šlechtic z rodu pánů ze Švábenic.

## Život
Narodil se jako syn Slavibora z Drnovic. 
Prameny ho poprvé zmiňují po boku jeho otce, strýce Idíka ze Švábenic a Idíkových synů Hrabiše ze Švábenic a Všebora I. z Náměště na listině vydané králem Přemyslem Otakarem II. na sněmu 16. července 1254 v Opavě. Následně Vilém svědčil 26. srpna 1261, a to spolu se strýcem Idíkem. Vilém je zde uveden s přídomkem „z Náměště“, což dokazuje, že vlastnil nebo spoluvlastnil hrad Náměšť. Znovu se Vilém v pramenech pak objevuje v listopadu 1267. V srpnu 1268 zase osvědčil listinu pražského biskupa Jana III. z Dražic v Praze. Poté vystoupil na listinném falzu Přemysla Otakara II. hlásícím se k roku 1269. Tehdy Viléma I. prameny zmiňují naposledy. Následně patrně bezdětně zemřel.